# اچ‌ام‌اس کینگستون (اف۶۴)
اچ‌ام‌اس کینگستون (اف۶۴) (به انگلیسی: HMS Kingston (F64)) یک کشتی است که طول آن ۳۵۷ فوت (۱۰۹ متر) می‌باشد. این کشتی در سال ۱۹۳۹ ساخته شد.